# لويز أكرمان
لويز أكرمان (بالفرنسية: Louise-Victorine Ackermann )‏ (و. 1813 – 1890 م) هي شاعرة، وكاتِبة، من فرنسا، ولدت في باريس، توفيت في نيس، عن عمر يناهز 77 عاماً.

## روابط خارجية
- لويز أكرمان على موقع الموسوعة البريطانية (الإنجليزية)
- لويز أكرمان على موقع ميوزك برينز (الإنجليزية)